# برج منايل
برج منايل هي بلدية بدائرة برج منايل ولاية بومرداس. تقع في شمال الجزائر تابعة لولاية بومرداس تشتهر بمنتوجاتها الفلاحية المتنوعة و تجارتها المتنوعة.
من بعض احيائها حي الغابة la fôret وحي خزان الماء Chateau d'eau حي بوصبع و التحرير و باسطوس . اِشتهرت تاريخيا بمنتوجاتها الفلاحية والزراعية خاصة العنب، التين والبطيخ. ازدهرت المدينة في الميدان التجاري بفتحها للاسواق الشعبية التي تلقى إقبالا كثيفا للتجار من مختلف المدن و القرى المجاورة من أهم هذه الاسواق: سوق دبي ، القدس ، السلام ، السويعد والمركز التجاري .
بالنسبة إلى البنى العمرانية فهي تحتوي على أكثر من 7 مدارس ابتدائية في وسط المدينة (ابن رشد ابن سينا ابن باديس عقبة بن نافع العربي تبسي البشير ابراهيمي بالإضافة إلى ابتدائيات مجاورة في قرى المدينة) وبالنسبة للمتوسطات فهي تضم أكثر من 5 متوسطات اهمها متوسطة بلعوش محند والحاج؛ بويري بوعلام ؛ رابح بركان ؛ هاشمي حمود.
و 4 ثانويات (الشافعي أحمد؛ السعيد كنتور؛ خودي السعيد وثانوية محمد بوهراوة )
كما تتوفر المدينة على مستوصفين للأطفال الصغار، و مستشفى و مصلحة طبية للحالات المستعجلة بالإضافة إلى شركة [سونلغاز] وشركة الموارد المائية كما أنها تضم العديد من المساجد و المدارس القرآنية نذكر منها : مسجد الكوثر المركزي ، مسجد المنصوري ، مسجد الإمام مالك رحمه الله ، مسجد بلال بن رباح ، و مسجد قباء المصنف على أنه من أجمل مساجد الولاية .

## الوديان
يتضمن إقليم هذه البلدية العديد من الوديان منها:
- وادي يسر
- وادي الجمعة
- وادي منايل
- وادي شندر

## الملاعب
يضم إقليم هذه البلدية العديد من ملاعب كرة القدم، منها:
1. ملعب برج منايل[الفرنسية] (الإحداثيات: 36°44′34″N 3°43′10″E / 36.7427539°N 3.7195544°E)

## ام سيدي نايل
- محمد دريش
- مصطفى تومي
- علي تحانوتي
- الشهيد مشيش محمد
- المجاهد علي الزاوي المدعو علي بوعفير
- فوزي شاوشي لاعب كرة قدم دولي

## مواضيع ذات صلة
- بلديات ولاية بومرداس
- دوائر ولاية بومرداس

## هوامش ومراجع
1. ↑  "معلومات عن برج منايل على موقع id.loc.gov". id.loc.gov. مؤرشف من الأصل في 2022-03-17.
2. ↑  "معلومات عن برج منايل على موقع idref.fr". idref.fr. مؤرشف من الأصل في 2022-01-05.
3. ↑  "معلومات عن برج منايل على موقع d-nb.info". d-nb.info. مؤرشف من الأصل في 2022-03-17.